# Cylindropuntia
Cylindropuntia ist eine Pflanzengattung aus der Familie der Kakteengewächse (Cactaceae). Der botanische Name der Gattung leitet sich vom griechischen Substantiv „κύλινδρσς“ (cylindros) für Walze ab und verweist auf die zylindrische Form der Triebe.

## Beschreibung
Die  Arten der Gattung Cylindropuntia wachsen strauchig oder baumähnlich. Sie sind aufrecht und stark verzweigt. Die zylindrischen bis etwas keulenförmigen Triebabschnitte sind gerade, deutlich gehöckert, kahl und von unterschiedlicher Länge. Die unterschiedlich geformten Areolen tragen Glochiden. Das auffälligste Kennzeichen der Gattung ist die papierartige Umhüllung der Dornen („Hosendornen“). Die Hauptdornen sind allenfalls an der Basis abgeflacht.
Die Blüten sind gelbgrün, gelb, bronzefarben, rot oder magenta. Die zylindrischen bis nahezu kugelförmigen, manchmal keulenförmigen Früchte sind fleischig oder trocken. Sie können bedornt sein, sind grün bis gelb bis rot gefärbt und werden bräunlich wenn sie vertrocknen. Die blassgelben bis hellbraunen, manchmal grauen Samen sind abgeflacht und haben eine Länge oder einen Durchmesser von 2,5 bis 5 Millimetern.

## Systematik und Verbreitung
Die Arten der Gattung Cylindropuntia sind im Südwesten und Süden der Vereinigten Staaten und durch den Süden Mexikos bis nach Mexiko-Stadt weit verbreitet. Eine Art kommt in der Karibik vor, eine weitere in Südamerika.
George Engelmann stellte Cylindropuntia 1856 als Untergattung der Opuntien (Opuntia subg. Cylindropuntia) auf. Frederik Marcus Knuth erhob die Untergattung 1930 in den Rang einer Gattung. Die Typusart der Gattung ist Opuntia arborescens.

### Systematik nach N.Korotkova et al. (2021)
Zur Gattung gehören die folgenden Arten:
- Cylindropuntia abyssi (Hester) Backeb.
- Cylindropuntia acanthocarpa (Engelm. & J.M.Bigelow) F.M.Knuth
  - Cylindropuntia acanthocarpa subsp. acanthocarpa
  - Cylindropuntia acanthocarpa subsp. ramosa (Peebles) M.A.Baker & Cloud-H.
  - Cylindropuntia acanthocarpa subsp. thornberi (Thornber & Bonker) Lodé
- Cylindropuntia alcahes (F.A.C.Weber) F.M.Knuth
  - Cylindropuntia alcahes subsp. alcahes
  - Cylindropuntia alcahes subsp. burrageana (Britton & Rose) U.Guzmán
  - Cylindropuntia alcahes subsp. gigantensis (Rebman) Rebman
  - Cylindropuntia alcahes subsp. mcgillii (Rebman) Rebman
- Cylindropuntia anteojoensis (Pinkava) E.F.Anderson
- Cylindropuntia ×antoniae P.V.Heath
- Cylindropuntia arbuscula (Engelm.) F.M.Knuth
- Cylindropuntia bernardina (Engelm. ex Parish) M.A.Baker, Cloud-H. & Rebman
- Cylindropuntia bigelovii (Engelm.) F.M.Knuth
- Cylindropuntia californica (Torr. & A.Gray) F.M.Knuth
  - Cylindropuntia californica subsp. californica
  - Cylindropuntia californica subsp. rosarica (G.E.Linds.) U.Guzmán
- Cylindropuntia calmalliana (J.M.Coult.) F.M.Knuth
- Cylindropuntia ×campii (M.A.Baker & Pinkava) M.A.Baker & Pinkava
- Cylindropuntia caribaea (Britton & Rose) F.M.Knuth
- Cylindropuntia cedrosensis Rebman
- Cylindropuntia cholla (F.A.C.Weber) F.M.Knuth
- Cylindropuntia chuckwallensis M.A.Baker & Cloud-H.
- Cylindropuntia ciribe (Engelm.) F.M.Knuth
- Cylindropuntia davisii (Engelm. & J.M.Bigelow) F.M.Knuth
- Cylindropuntia delgadilloana Rebman & Pinkava
- Cylindropuntia ×deserta (Griffiths) Pinkava
- Cylindropuntia echinocarpa (Engelm. & J.M.Bigelow) F.M.Knuth
- Cylindropuntia ×fosbergii (C.B.Wolf) Rebman, M.A.Baker & Pinkava
- Cylindropuntia fulgida (Engelm.) F.M.Knuth
- Cylindropuntia ganderi (C.B.Wolf) Rebman & Pinkava
  - Cylindropuntia ganderi subsp. ganderi
  - Cylindropuntia ganderi subsp. catavinensis (Rebman) Rebman
- Cylindropuntia ×grantiorum P.V.Heath
- Cylindropuntia hystrix (Griseb.) Areces
- Cylindropuntia imbricata (Haw.) F.M.Knuth
  - Cylindropuntia imbricata subsp. imbricata
  - Cylindropuntia imbricata subsp. argentea (M.S.Anthony) U.Guzmán
  - Cylindropuntia imbricata subsp. cardenche (Griffiths) U.Guzmán
  - Cylindropuntia imbricata subsp. lloydii (Rose) U.Guzmán
  - Cylindropuntia imbricata subsp. rosea (DC.) M.A.Baker
  - Cylindropuntia imbricata subsp. spinosior (Engelm.) M.A.Baker, Cloud-H. & Majure
  - Cylindropuntia imbricata subsp. spinotecta (Griffiths) M.A.Baker
- Cylindropuntia ×kelvinensis (V.E.Grant & K.A.Grant) P.V.Heath
- Cylindropuntia kleiniae (DC.) F.M.Knuth
- Cylindropuntia leptocaulis (DC.) F.M.Knuth
- Cylindropuntia libertadensis Rebman
- Cylindropuntia lindsayi (Rebman) Rebman
- Cylindropuntia ×media P.V.Heath
- Cylindropuntia molesta (K.Brandegee) F.M.Knuth
  - Cylindropuntia molesta subsp. molesta
  - Cylindropuntia molesta subsp. clavellina (Engelm. ex J.M.Coult.) U.Guzmán
- Cylindropuntia multigeniculata (Clokey) Backeb.
- Cylindropuntia munzii (C.B.Wolf) Backeb.
- Cylindropuntia pallida (Rose) F.M.Knuth
- Cylindropuntia ×parryi (Engelm.) F.M.Knuth
- Cylindropuntia perrita (Griffiths) Majure
- Cylindropuntia prolifera (Engelm.) F.M.Knuth
- Cylindropuntia ramosissima (Engelm.) F.M.Knuth
- Cylindropuntia sanfelipensis (Rebman) Rebman
- Cylindropuntia santamaria (E.M.Baxter) Rebman
- Cylindropuntia tesajo (Engelm. ex J.M.Coult.) F.M.Knuth
- Cylindropuntia thurberi (Engelm.) F.M.Knuth
  - Cylindropuntia thurberi subsp. thurberi
  - Cylindropuntia thurberi subsp. alamosensis (Britton & Rose) U.Guzmán
  - Cylindropuntia thurberi subsp. versicolor (Engelm. ex J.M.Coult.) M.A.Baker
- Cylindropuntia tunicata (Lehm.) F.M.Knuth
- Cylindropuntia ×viridiflora (Britton & Rose) F.M.Knuth
- Cylindropuntia waltoniorum Rebman
- Cylindropuntia whipplei (Engelm. & J.M.Bigelow) F.M.Knuth
  - Cylindropuntia whipplei subsp. whipplei
  - Cylindropuntia whipplei subsp. enodis (Peebles) M.A.Baker
- Cylindropuntia wolfii (L.D.Benson) M.A.Baker

### Systematik nach Anderson/Eggli (2005)
Zur Gattung gehören die folgenden Arten:
- Cylindropuntia abyssi (Hester) Backeb.
- Cylindropuntia acanthocarpa (Engelm. & J.M.Bigelow) F.M.Knuth
  - Cylindropuntia acanthocarpa var. acanthocarpa
  - Cylindropuntia acanthocarpa var. coloradensis (L.D.Benson) Pinkava = Cylindropuntia acanthocarpa subsp. acanthocarpa
  - Cylindropuntia acanthocarpa var. major (Engelm. & J.M.Bigelow) Pinkava = Cylindropuntia acanthocarpa subsp. acanthocarpa
  - Cylindropuntia acanthocarpa var. thornberi (Thornber & Bonker) Backeb. ≡ Cylindropuntia acanthocarpa subsp. thornberi (Thornber & Bonker) Lodé
- Cylindropuntia alcahes (F.A.C.Weber) F.M.Knuth
  - Cylindropuntia alcahes var. alcahes
  - Cylindropuntia alcahes var. burrageana (Britton & Rose) Rebman ≡ Cylindropuntia alcahes subsp. burrageana (Britton & Rose) U.Guzmán
- Cylindropuntia anteojoensis (Pinkava) E.F.Anderson
- Cylindropuntia ×antoniae P.V.Heath
Hybride aus Cylindropuntia kleiniae und Cylindropuntia leptocaulis
- Cylindropuntia arbuscula (Engelm.) F.M.Knuth
- Cylindropuntia bigelovii (Engelm.) F.M.Knuth
  - Cylindropuntia bigelovii var. bigelovii
  - Cylindropuntia bigelovii var. ciribe (Engelm. ex J.M.Coult.) Rebman ≡ Cylindropuntia ciribe (Engelm.) F.M.Knuth
- Cylindropuntia californica (Torr. & A.Gray) F.M.Knuth
  - Cylindropuntia californica var. californica
  - Cylindropuntia californica var. delgadilloana (Rebman & Pinkava) Rebman ≡ Cylindropuntia delgadilloana Rebman & Pinkava
  - Cylindropuntia californica var. parkeri (J.M.Coult.) Pinkava = Cylindropuntia bernardina (Engelm. ex Parish) M.A.Baker, Cloud-H. & Rebman
  - Cylindropuntia californica var. rosarica ≡ Cylindropuntia californica subsp. rosarica (G.E.Linds.) U.Guzmán
- Cylindropuntia calmalliana (J.M.Coult.) F.M.Knuth
- Cylindropuntia ×campii (M.A.Baker & Pinkava) M.A.Baker & Pinkava
Natürliche Hybride aus Cylindropuntia acanthocarpa und Cylindropuntia bigelovii
- Cylindropuntia caribaea (Britton & Rose) F.M.Knuth
- Cylindropuntia cedrosensis Rebman ex E.F.Anderson
- Cylindropuntia cholla (F.A.C.Weber) F.M.Knuth
- Cylindropuntia ×congesta
Natürliche Hybride  aus Cylindropuntia acanthocarpa var. thornberi und Cylindropuntia whipplei
- Cylindropuntia davisii (Engelm. & J.M.Bigelow) F.M.Knuth
- Cylindropuntia ×deserta (Griffiths) Pinkava
Natürliche Hybride aus Cylindropuntia acanthocarpa var. coloradensis und Cylindropuntia echinocarpa
- Cylindropuntia echinocarpa (Engelm. & J.M.Bigelow) F.M.Knuth
- Cylindropuntia ×fosbergii (C.B.Wolf) Rebman, M.A.Baker & Pinkava
Natürliche Hybride aus Cylindropuntia bigelovii und Cylindropuntia echinocarpa
- Cylindropuntia fulgida (Engelm.) F.M.Knuth
  - Cylindropuntia fulgida var. fulgida
  - Cylindropuntia fulgida var. mamillata (A.Schott ex Engelm.) Backeb. = Cylindropuntia fulgida (Engelm.) F.M.Knuth
- Cylindropuntia ganderi (C.B.Wolf) Rebman & Pinkava
  - Cylindropuntia ganderi var. ganderi
  - Cylindropuntia ganderi var. catavinensis Rebman ≡ Cylindropuntia ganderi subsp. catavinensis (Rebman) Rebman
- Cylindropuntia ×grantiorum P.V.Heath
Natürliche Hybride aus Cylindropuntia spinosior und Cylindropuntia versicolor
- Cylindropuntia imbricata (Haw.) F.M.Knuth
  - Cylindropuntia imbricata var. imbricata
  - Cylindropuntia imbricata var. argentea M.S.Anthony ≡ Cylindropuntia imbricata subsp. argentea (M.S.Anthony) U.Guzmán
- Cylindropuntia ×kelvinensis (V.E.Grant & K.A.Grant) P.V.Heath
Natürliche Hybride aus Cylindropuntia fulgida und Cylindropuntia spinosior
- Cylindropuntia kleiniae (DC.) F.M.Knuth
- Cylindropuntia leptocaulis (DC.) F.M.Knuth
- Cylindropuntia lindsayi (Rebman) Rebman
- Cylindropuntia molesta (Brandegee) F.M.Knuth
  - Cylindropuntia molesta var. molesta
  - Cylindropuntia molesta var. clavellina (Engelm. ex J.M.Coult.) F.M.Knuth ≡ Cylindropuntia molesta subsp. clavellina (Engelm. ex J.M.Coult.) U.Guzmán
- Cylindropuntia ×multigeniculata (Clokey) Backeb.
Natürliche Hybride aus Cylindropuntia echinocarpa und Cylindropuntia whipplei, ein englischer Trivialname ist „Blue Diamond Cholla“
- Cylindropuntia munzii (C.B.Wolf) Backeb.
- Cylindropuntia ×neoarbuscula
Natürliche Hybride aus Cylindropuntia arbuscula und Cylindropuntia spinosior
- Cylindropuntia prolifera (Engelm.) F.M.Knuth
- Cylindropuntia ramosissima (Engelm.) F.M.Knuth
- Cylindropuntia rosea (DC.) Backeb. ≡ Cylindropuntia imbricata subsp. rosea (DC.) M.A.Baker
- Cylindropuntia sanfelipensis (Rebman) Rebman
- Cylindropuntia santamaria (E.M.Baxter) Rebman
- Cylindropuntia spinosior (Engelm.) F.M.Knuth ≡ Cylindropuntia imbricata subsp. spinosior (Engelm.) M.A.Baker, Cloud-H. & Majure
- Cylindropuntia tesajo  (Engelm. ex J.M.Coult.) F.M.Knuth
- Cylindropuntia ×tetracantha
Natürliche Hybride aus Cylindropuntia acanthocarpa var. major und Cylindropuntia leptocaulis, ein englischer Trivialname ist „Popular Cholla“
- Cylindropuntia thurberi (Engelm.) F.M.Knuth
- Cylindropuntia tunicata (Lehm.) F.M.Knuth
- Cylindropuntia versicolor (Engelm. ex J.M.Coult.) F.M.Knuth ≡ Cylindropuntia thurberi subsp. versicolor (Engelm. ex J.M.Coult.) M.A.Baker
- Cylindropuntia ×viridiflora (Britton & Rose) F.M.Knuth
Natürliche Hybride aus Cylindropuntia imbricata und Cylindropuntia whipplei
- Cylindropuntia ×vivipara
Natürliche Hybride aus Cylindropuntia arbuscula und Cylindropuntia versicolor
- Cylindropuntia whipplei (Engelm. & J.M.Bigelow) F.M.Knuth
- Cylindropuntia wolfii (L.D.Benson) M.A.Baker

## Nachweise

## Weiterführende Literatur
- Lucas C. Majure, Marc A. Baker, Michelle Cloud-Hughes, Andrew Salywon, Kurt M. Neubig: Phylogenomics in Cactaceae: A case study using the chollas sensu lato (Cylindropuntieae, Opuntioideae) reveals a common pattern out of the Chihuahuan and Sonoran deserts. In: American Journal of Botany. Band 106, Nr. 10, 2019, S. 1327–1345 (doi:10.1002/ajb2.1364).
- Daniel M. Mugaburu: New Populations of Cylindropuntia ×viridiflora (Cactaceae) in Canyon de Chelly National Monument, Arizona. In: Haseltonia. Band 15, 2009, S. 108–116.(doi:10.2985/026.015.0111).